# Encaste Conde de la Corte
Conde de la Corte es un tipo de encaste derivado del Encaste Parladé procedente de la Casta Vistahermosa. Por las particularidades genéticas, registradas por el Ministerio del Interior de España, figura dentro del Libro Genealógico de la Raza Bovina de Lidia, dependiente del Ministerio de Agricultura.
Su nombre se debe a la ganadería brava que estaba en propiedad de Montero de Espinosa (Conde de la Corte), que en 1920 creó su vacada a partir de las compras de reses a Fernando Parlade.

## Historia
Ramón Mora Figueroa, amigo de Fernando Parladé, cuya madre la marquesa de Tamarón adquirió las vaca en la década de 1910. Tras la muerte de su padre, pusieron en venta la ganadería siendo adquirida por el Conde de la Corte. Una vez instalada la vacada en la dehesa extremeña Ramón Mora Figueroa fue quién asesoró al Conde en su labor como ganadero.
En 1911 y 1912 la Marquesa de Tamarón adquiere de Parladé reses compuesta por camadas de eralas y tres sementales. En 1920 La Marquesa le vende a Agustín Mendoza y Montero de Espinosa, (Conde de la Corte de la Berrona), la ganadería casi completa la cual traslada a su finca finca "Los Bólsicos" (Jerez de los Caballeros) , las hembras y dos sementales fueron a parar a la ganadería Alves do Río en Portugal.
El 19 de junio de 1964, tras el fallecimiento del ganadero Agustín Mendoza la ganadería pasaría a su sobrino Luis López Ovando la cual se anunciaría con el nombre de Herederos de Excmo Conde de la Corte.

### Antigüedad
El debut del Conde la Corte en Las Ventas ocurrió el 17 de mayo de 1928, fecha que marcó la antigüedad del hierro, cuya corrida fue estoqueada por Chicuelo, Marcial Lalanda y Martín Agüero.

## Características
Según el Ministerio del Interior, los toros del encaste Conde de la Corte reúnen como propias las siguientes características:
Son toros de altura media, buen morrillo, finos de cabos, abundante papada y badana, aleonados, gran desarrollo de defensas, con tercio posterior poco desarrollado, muy astifinos, de dirección muy variable, desde cornidelanteros y veletos a playeros y cornivueltos. Pintas negras castañas y, menos frecuentes, coloradas. Como accidentales más frecuentes presentan listón, bragado, meano, gargantillo, salpicado, jirón, burraco, chorreado y ojo de perdiz.

## Ganaderías relacionadas
En el año 2009 había tan solo 3 ganaderías de encaste Conde de la Corte, que sumaban 191 vacas reproductoras y 17 sementales, entre ellas se encuentran las siguientes ganaderías:
- Conde de la Corte[15][16][17]
- Maria Olea Villanueva[18][19][20]
- Valverde[21][22]

Y también se encuentran otras ganaderías cruzadas con otros encastes:
- Dolores Aguirre (Atanasio Fernández)[23]
- Antonio Ordóñez (Atanasio Fernández)[24]